# 索洛涅地区勒孔特鲁瓦
索洛涅地区勒孔特鲁瓦（法語：Le Controis-en-Sologne，法語發音：[lə kɔ̃tʁwa ɑ̃ sɔlɔɲ]）是法国卢瓦-谢尔省的一个市镇，属于罗莫朗坦-朗特奈区。该市镇于2019年由原市镇孔特尔、凡村、比耶夫尔河畔富热尔、乌尚和特奈合并而成。

## 地理
索洛涅地区勒孔特鲁瓦（47°25'7.81"N, 1°25'44.89"E）面积100.41 平方千米，位于法国中央-卢瓦尔河谷大区卢瓦-谢尔省，该省份为法国中北部省份，北起厄尔-卢瓦省，东北接卢瓦雷省，东南接谢尔省，南至安德尔省，西南接安德尔-卢瓦尔省，西北接萨尔特省。
与索洛涅地区勒孔特鲁瓦接壤的市镇（或旧市镇、城区）包括：莱蒙蒂勒、比耶夫尔河畔蒙图、桑班、蓬勒瓦、谢尔河畔蒙图、舒西、瓦利、萨赛、索洛涅地区苏万、索洛涅地区方丹、舍韦尼、弗雷讷、科尔默赖、希特奈、瑟尔。
索洛涅地区勒孔特鲁瓦的时区为UTC+01:00、UTC+02:00（夏令时）。

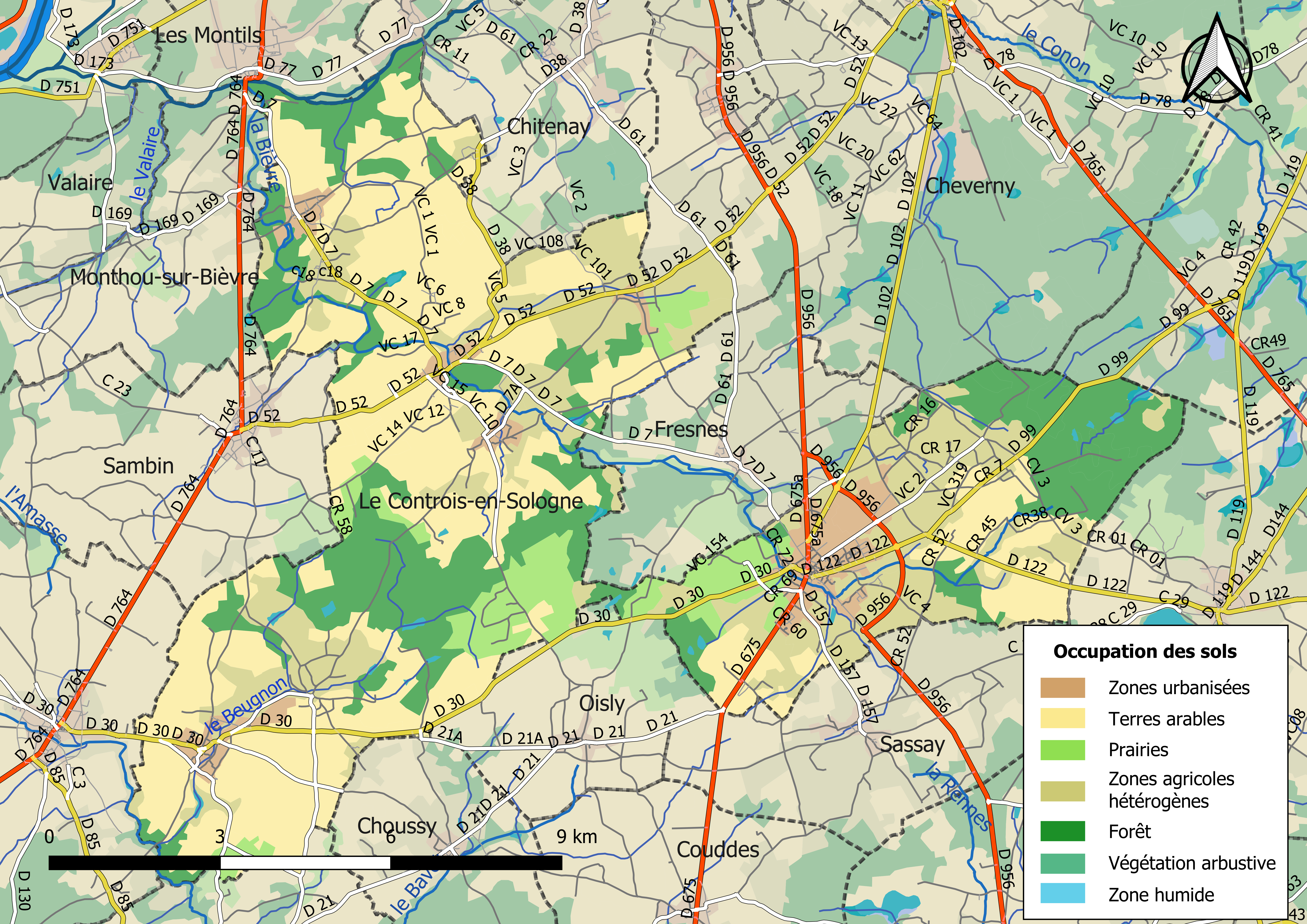
索洛涅地区勒孔特鲁瓦的OSM定位图

## 行政
索洛涅地区勒孔特鲁瓦的邮政编码为41700，INSEE市镇编码为41059。

## 政治
索洛涅地区勒孔特鲁瓦所属的省级选区为布卢瓦第三县、蒙特里沙尔-瓦勒德谢尔县。

## 人口
索洛涅地区勒孔特鲁瓦于2022年1月1日时的人口数量为6787人。